# Exenterus anceps
Exenterus anceps là một loài tò vò trong họ Ichneumonidae.